# شبکه مخابراتی ثابت هوانوردی
شبکه مخابراتی ثابت هوانوردی (به انگلیسی: Aeronautical Fixed Telecommunications Network(AFTN)) یک سیستم جهانی گردش‌های ثابت هوانوردی است که به عنوان قسمتی از سرویس ثابت هوانوردی برای مبادلهٔ پیام حاوی اطلاعات دیجیتالی بین ایستگاه‌های ثابت هوانوردی که ویژگی‌های ارتباطی سازگار یا یکسان دارند مهیا شده است. AFTN ماهیت‌های هوانوردی را دربردارد که شامل: تهیه‌کنندگان ANS(سرویس‌های هدایت هوایی) تهیه‌کنندگان
هوانوردی متخصصان فرودگاه وآژانس‌های دولتی که اطلاعات حیاتی را برای عملکردهای هواپیما یاپیام‌های سختی پیام‌های فوری پیام‌های امنیت پرواز پیام‌های هواشناس پیام‌های نظم پروازوپیام‌های اجرایی هوانوردی را مبادله می‌کند. این شبکه یک سیستم جهانی گردش‌های ثابت هوانوردی است که به عنوان بخشی از سرویس ثابت هوانوردی برای مبادله پیام‌ها و اطلاعات دیجیتالی ببین ایستگاه هایثابت هوانوردی مهیا شده است.
این شبکه نهادهایی مانند تهیه‌کننده‌های سرویس‌های ناوبری هوایی و تأمین کننده‌های سرویس هوانوردی، مراجع فرودگاهی و سازمانهای دولتی را تحت پوشش قرار می‌دهد. این شبکه اطلاعات حیاتی را به عملیات‌های هوانوردی ارسال می‌کند. از آن جمله می‌توان به پیام‌های اضطراری، پیامهای فوریتی، پیام‌های ایمنی پرواز، پیام‌های هواشناسی، پیام‌های تنظیم پرواز و پیام‌های اداری هوانوردی اشاره داشت.

## محتوا
1. سازمان ارتباطات
2. فرمت آدرس ایستگاهAFTV
3. فرمت پیام AFTN
4. انواع پیام
5. اولویت اندیکاتورها
6. ترتیب اولویت و…

سازمان ارتباطات
سازمان AFTN اصلی شامل لینک‌های تله تایپ ثابت بین مراکزاصلی است. بعضی لینک‌های بین‌المللی ودور برمبنای انتقالات تله تایپ رادیویی دوبلکس و لاین‌های اجاره‌ای می‌باشد. وقتی به CIDIN به روزرسانی شود به لینک‌های X.25دردرجات اطلاعاتی بسیاربالاتر به روزرسانی می‌شود. همانطورکه AMHS دردههٔ بعدی آنلاین می‌شود به لینک‌های X.400 تعویض می‌شود باهردوی لاین‌های اختصاصی یاطریق‌های نوعی.
فرمت آدرس ایستگاهAFTN
یک آدرس AFTN یک گروه هشت تایی شامل یک اندیکاتور لوکیشن ICAOچهارحرفی می‌باشد. به یک گروه سه حرفی که یک سازمان یاسرویس راشناسایی می‌کند که یک حرف اضافی را خطاب قرارمی دهد. حرف اضافی یک شبکه تقسیم یافرایند موجود سازمان مورد خطاب را ارائه می‌دهد. حرفX برای کامل کردن آدرس استفاده می‌شود وقتی که یک تشخیص هویت صریح ازشرکت تقسیم یا فرایند نیاز نیست. برای مثال EBB1N1Xاندیکاتورهای لوکیشن ۴حرفی درICAD DOC7910 لیست می‌شود. اندیکاتورهای لوکیشن طراحان ۳حرفی درICAD DOC8585 لیست شده است. نقش دهندگان برای آژانس‌های اجرایی هوانوردی و سرویس هاواجراهای هوانوردی.
هرلوکیشنی (فرودگاه وسایرامکانات) با ارتباط باAFSیک کد۴حرفی منحصربه فردراباICAOتعیین کرده است. یادوحرف اول کشور رانشان می دهدو۳یا۴حرف باقی‌مانده مکان دقیق رانشان می‌دهد. برای مثال حرفKحرف اول آدرس ICAOچهارحرفی درقاره آمریکا است. حرف اول برای فرودگاه کانادایی یاادرس فرودهایی است که باحرف Cشروع می‌شود.
کدهای اروپای جنوبی باL شروع می‌شوندوکدویژه در اسپانیاباEشروع می‌شوند. برای مثال فرودگاه جان اف کندی نیویورک KJFKاست وقتی که فرودگاه GOOSE BAY باCYYRوBILBOدراسپانیا به شکل LEBB نشان داده می‌شود. بعضی کدهای چهارحرفی غیرمنظم ICAO تعیین نمی‌شود. معمولاً در گزارش‌های هواشناسی ظاهر می‌شود و وجود دارد. مثال‌هایی از بعضی گروه‌های ۳ حرفی در آدرس‌های AFTN برای تعیین یک سازمان یا سرویس استفاده می‌شود.